# El Chilote
El Chilote fue un periódico chileno fundado el 3 de septiembre de 1868 en Ancud por el periodista José María Mujica, y que se editó hasta el 12 de septiembre de 1886, constituyéndose en uno de los primeros periódicos publicados en la Isla de Chiloé.
La edición de cada número se realizaba los días jueves, ajustándose a las características de un semanario; respecto a su orientación editorial, se puede señalar que era una publicación de corte liberal, y aunque propendía a publicar artículos que apoyaban a esa corriente política (principalmente relativas a campañas regionales), se apreciaba una mayor tendencia a tratar diversos temas locales.